# ペッレ・クレメント
ペッレ・クレメント（Pelle Clement、1996年5月19日 - ）は、オランダ・アムステルダム出身のサッカー選手。スパルタ・ロッテルダム所属。ポジションはMF。

## 経歴
アヤックスの下部組織出身。2015年5月8日、VVVフェンロー戦にてヨング・アヤックスでのプロデビューを果たし、2016年11月のNECナイメヘン戦でトップチームデビューを飾った。
2017年6月28日、レディングFCと3年契約を結んだ。1シーズン目は23試合に出場したものの、2年目から出場機会が激減。ベンチ入りすらままならず、このシーズンの冬1月3日にヤープ・スタム率いるPECズヴォレに移籍した。
2022年8月5日、RKCヴァールヴァイクに1年契約で移籍した。